# برج محمد بن راشد

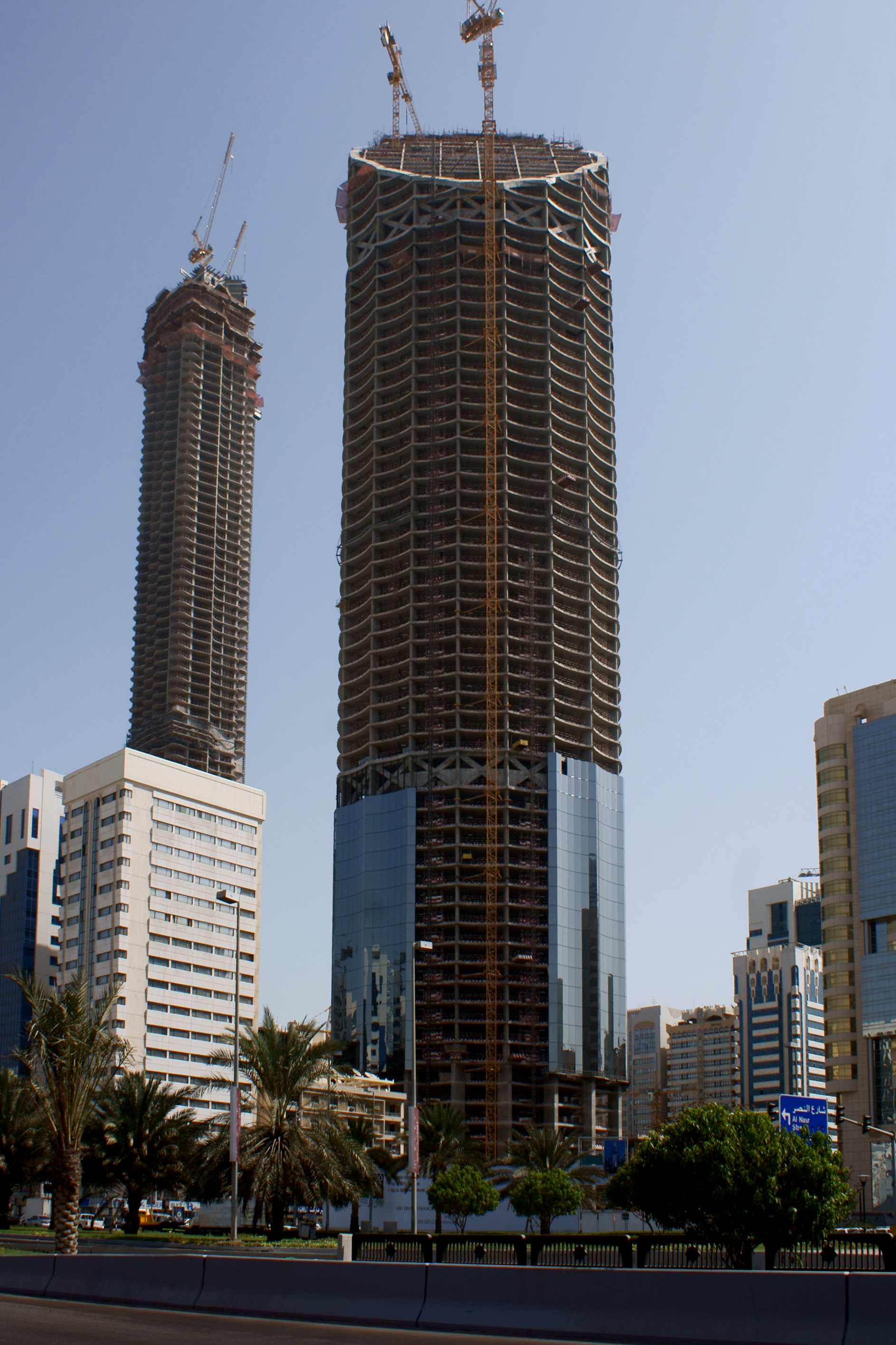
برج الثقة

برج محمد بن راشد (مركز التجارة العالمي أبو ظبي)، هو مجمع تجاري وسكني مكون من ناطحتي سحاب في أبو ظبي، الإمارات العربية المتحدة وعلى مسافة قصيرة من الكورنيش. كان من المقرر أن ينتهي بناء هذه الأبراج في عام 2010، وتم تمديد الجدول الزمني للبناء حتى عام 2014 بسبب تأثير الأزمة المالية لعام 2008. يضم المجمع مركزين تجاريين وفندق كورتيارد باي ماريوت. تم التخطيط للمجمع في البداية لإيواء ثلاث ناطحات سحاب، لكن أزمة عام 2008 أجبرت المقاولين على سحب بناء برج الفندق، وكانت النتيجة ناطحتي سحاب.
برج محمد بن راشد هو أطول مبنى في أبوظبي وناطحة سحاب تضم أكبر عدد من الطوابق في المدينة عند اكتماله في عام 2014. يبلغ ارتفاع المبنى السكني 382 مترًا (1253 قدمًا) ويحتوي على 92 طابقًا و 474 وحدة سكنية. اعتبارًا من عام 2022، أصبح سابع أطول مبنى سكني في العالم.
يبلغ ارتفاع برج المكاتب، المعروف باسم "برج الثقة"، 278 مترًا (912 قدمًا) ويتكون من 60 طابقًا، وقد تم الانتهاء منه في الربع الثاني من عام 2012. وتم افتتاحه رسميًا للجمهور في عام 2013، ويضم عقارات مستأجرة، ومكاتب لمنظمة التجارة العالمية. يرتبط البرج بفندق كورتيارد باي ماريوت وسوق، وكلاهما يديره مركز التجارة العالمي.
في عام 2015 فاز برج محمد بن راشد، بالجائزة السنوية لأفضل المباني الشاهقة في الشرق الأوسط وأفريقيا، التي ينظمها مجلس المباني الشاهقة والمساكن الحضرية بعد منافسة  بين عشرات الأبراج من 33 دولة في العالم.

## انظر ايضاً
شركة الدار العقارية